# Panicum niihauense
Panicum niihauense är en gräsart som beskrevs av Harold St.John. Panicum niihauense ingår i släktet vipphirser, och familjen gräs. Inga underarter finns listade i Catalogue of Life.

## Bildgalleri

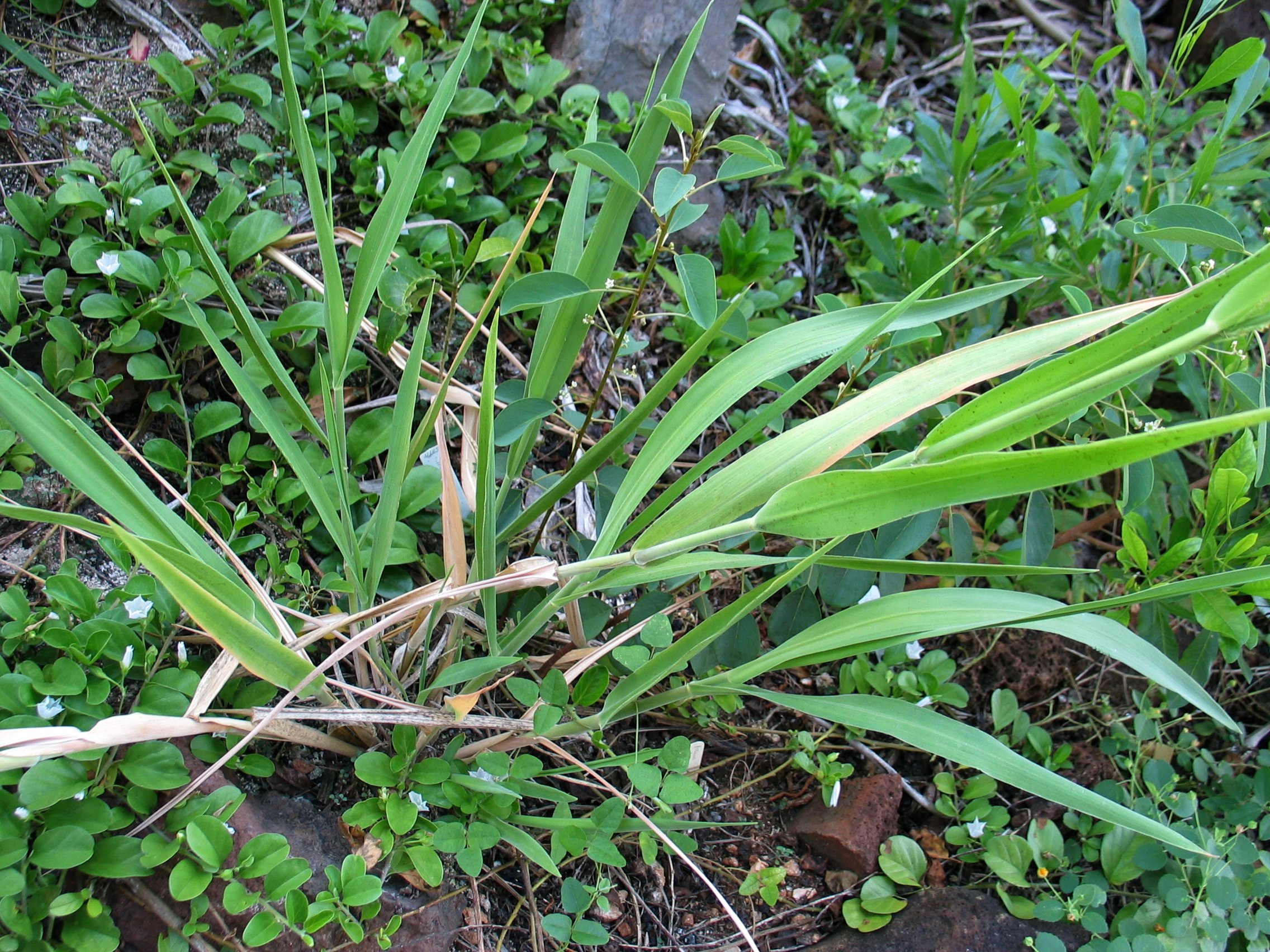
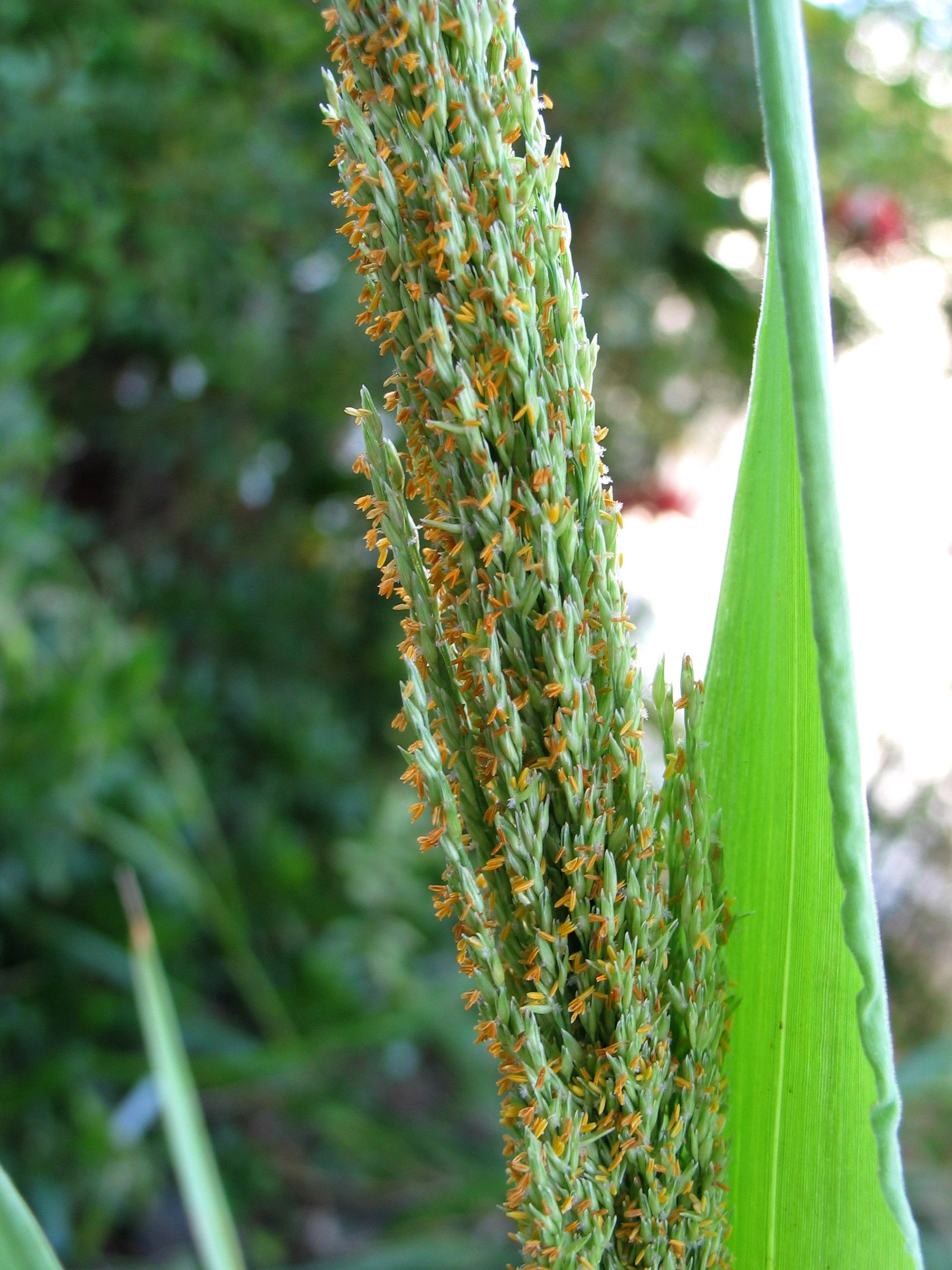